# 關係運算子
關係運算子在計算機科學的編程語言中，是測試或定義兩個實體之間某種關係的構造或操作符。一共有六种關係，分别为：小于(<)、大于(>)、小于或等于(<=)、大于或等于(>=)、等于(==)和不等于(<>)。在具備布爾型別的編程語言中（如 Pascal，Ada 或 Java），這些運算符通常根據兩個操作變量之間的條件關係是否成立，判定為真(True)或假(False)。諸如 C 語言中關係運算子傳回整數 0 或 1，其中 0 表示假，任何非零值表示真。使用關係運算子創建的表達式，形成所謂的關係表達式或條件。
關係運算子可以被視為謂詞邏輯的特殊情況。

## 相等性

### 用法
許多編程語言的構造和資料型別中都使用到相等性，用於測試元素是否已存在於集合中，或者藉由鍵來存取值。它在切換（switch）語句，以及編程的邏輯併聯過程中，用於將控制流調度到正確的分支。相等性的可能含義之一是“如果 a 等於 b，那麼我們可以在任何情況下互換 a 或 b，而不會產生任何差異。”但這樣的聲明不一定成立，尤其在將可變性和內容等同性一起考慮時。

### 物件相等與內容等同性
有時，特別是在物件導向編程中，對資料型別和繼承物件進行比對時，出現了相等性和辨別的問題。以下情況通常需要區別：
- 相同型別的兩個不同物件，例如兩隻手
- 兩個物件相等但不同，例如兩張10元鈔票
- 兩個物件相等但有不同的呈現，例如$1元紙鈔和$1元硬幣
- 對同一物件的兩個不同參照，例如，同一人的兩個暱稱

在許多現代編程語言中會藉由參照來存取物件和資料結構。在這些語言中，需要測試兩種相等性質：
- 實質同等性：如果有兩個參照A和B來自引用同一個物件，以A與物件進行的互動，跟藉由B與物件進行的互動，兩者其實就是相同作用而無法區別，特別是以A去改變物件的異動會反映在B之上。當討論為值而非物件時，實質同等性並不適用。
- 語義同等性：如果兩個參照物件或兩個值在某種意義上是等價的：
  - 結構等式（即它們的內容是相同的），或淺薄地（僅測試目前部份）或深入地（遞歸地測試其所有部份的相等性）。實現這一點的簡易方法是通過代表等式：檢查參照的值是否有相同的代表式。
  - 其它特制的同等性，保留外部行為。例如將{\displaystyle {\frac {1}{~{}2~{}}}}和{\displaystyle {\frac {2}{~{}4~{}}}}視為有理數時，被判斷是相等的。除了反射性、對稱性和傳遞性之外，對 A = B 特制的定義可能是“若且唯若對於物件A和物件B之上的所有操作，都將具有相同的結果時，則 A = B ”。

第一種同等性質通常蘊涵著第二種同等性質（除了非數字類（not a number, NaN），它們不等於自身），但反向的同等性質並不一定成立。例如兩個字串物件可以是不同物件（第一種意義不相等），但它們包含相同的字元序列（第二種意義上相等）。有關此問題的更多信息，請參閱識別（identity）。
實數中包括許多簡分數，無法以浮點算數精確地表示，所以需要在給定誤差範圍內來測試相等性。但這樣的誤差範圍將打破一些例如傳遞性、反身性的要求性質：IEEE浮點標準是判斷 Nan ≠ NaN 成立（NaN不等於自身）。
其他編程元素例如可計算的函數，可能沒有相等性的意義，或者相等性是不能計算的。由於這些原因，一些語言以基礎類別、介面、特點（trait）或協定的形式，定義了“可比較”的明確概念，以源碼中的顯式聲明，被藉由型別的結構，來使用關係運算。

### 比較不同類型的值
JavaScript，PHP 和一些其它動態型別的語言中，如果兩個值相等，等號運算符將計算為真，即使它們實際上為不同型別的物件，例如以數值4和字串"4"相比較，結果會是相等。在這類語言中通常也會提供型別相等運算子，僅對具有相同或等價型別的物件比較返回真（在PHP 5中 4 ==="4"為假，但 4 =="4" 為真）。而在將數值0也當作布爾值為假的編程語言中，該運算子可化簡為檢查物件是否為數值零（例如，對於數值0或字串"0"的x物件，使用型別相等運算子，則 x == 0 判斷傳回真值）。

## 次序比較
非數值資料的次序比較（大於或小於）運算是根據排序慣例（例如字串依照編程語言內定的字典次序，和/或可由開發人員設定的）。當兩個資料項 a 和 b 之間的比較結果，要和數值關聯時，通常慣例是如果 a < b 則結果賦值為 -1，如果 a = b 則為 0，如果 a > b 則為 1。例如C語言的函數strcmp執行三方向比較，並根據此慣例返回 -1, 0 或 1，而qsort預期比較函數依此慣例返回值。在排序演算法中比較方法源碼的效率至為關鍵，因為它是排序性能的主要因素之一。
開發人員定義的資料型別（不是編程語言內建的型別）的比較，可以編寫自訂的或使用函式庫的函數（如上文的strcmp）來執行，或者在某些語言中通過重載比較運算符-即以開發人員的定義指派給比較運算子，來比較特定資料型別。另一個選擇是使用某些慣例，例如成員比較。

## 邏輯等價
雖然一開始可能不那麼顯而易見，像布爾邏輯運算符 XOR，AND，OR 和 NOT，這些關係運算子可以設計為具有邏輯等同性，使得它們都可以相互定義。對於任何給定的 x 和 y 值，以下四個條件語句都有相同的邏輯等價性 E（全為真或全為假）：
{\displaystyle E={\begin{cases}x<y\\y>x\\x\ngeq y\\y\nleq x\end{cases}}}
這依賴於域是良好排序的。

## 標準關係運算符
在編程語言中最常見到的數值關係運算子如下所示。
| Convention                       | equal to   | not equal to | greater than | less than | greater than or equal to | less than or equal to |
| -------------------------------- | ---------- | ------------ | ------------ | --------- | ------------------------ | --------------------- |
| In print                         | =          | ≠            | >            | <         | ≥                        | ≤                     |
| FORTRAN                          | .EQ.       | .NE.         | .GT.         | .LT.      | .GE.                     | .LE.                  |
| ALGOL 68                         | =          | ≠            | >            | <         | ≥                        | ≤                     |
| ALGOL 68                         | =          | /=           | >            | <         | >=                       | <=                    |
| ALGOL 68                         | eq         | ne           | gt           | lt        | ge                       | le                    |
| APL                              | =          | ≠            | >            | <         | ≥                        | ≤                     |
| BASIC-like, spreadsheet formulas | =          | <>           | >            | <         | >=                       | <=                    |
| MUMPS                            | =          | '=           | >            | <         | '<                       | '>                    |
| Lua                              | ==         | ~=           | >            | <         | >=                       | <=                    |
| Pascal-like                      | =          | <>           | >            | <         | >=                       | <=                    |
| C-like                           | ==         | !=           | >            | <         | >=                       | <=                    |
| Bourne-like shells               | -eq        | -ne          | -gt          | -lt       | -ge                      | -le                   |
| Batch file                       | EQU        | NEQ          | GTR          | LSS       | GEQ                      | LEQ                   |
| MATLAB                           | ==         | ~=           | >            | <         | >=                       | <=                    |
| MATLAB                           | eq(x,y)    | ne(x,y)      | gt(x,y)      | lt(x,y)   | ge(x,y)                  | le(x,y)               |
| Fortran 90                       | ==         | /=           | >            | <         | >=                       | <=                    |
| Mathematica                      | ==         | !=           | >            | <         | >=                       | <=                    |
| Mathematica                      | Equal[x,y] | Unequal[x,y] | Greater[x,y] | Less[x,y] | GreaterEqual[x,y]        | LessEqual[x,y]        |

1. ↑  Including FORTRAN II, III, IV, 66 and 77.
2. ↑  ALGOL 68: stropping regimes are used in code on platforms with limited character sets (e.g., use >= or GE instead of ≥), platforms with no bold emphasis (use 'ge'), or platforms with only UPPERCASE (use .GE or 'GE').
3. ↑  Including Visual Basic .NET, OCaml, SQL, Standard ML, Excel, and others.
4. ↑  Including ALGOL, Simula, Modula-2, Object Pascal (Delphi), OCaml, Standard ML, Eiffel, APL, and others.
5. ↑  Including C, C++, C#, Go, Java, JavaScript, Perl (numerical comparison only), PHP, Python, Ruby, and R.
6. ↑  Including Bourne shell, Bash, Korn shell, and Windows PowerShell. The symbols < and > are usually used in a shell for redirection, so other symbols must be used. Without the hyphen, is used in Perl for string comparison.
7. ↑  MATLAB, although in other respects using similar syntax as C, does not use !=, as ! in MATLAB sends the following text as a command line to the operating system. The first form is also used in Smalltalk, with the exception of equality, which is =.
8. ↑  Including FORTRAN 95, 2003, 2008 and 2015.

其他較少見的：Common Lisp的不等關係運算子是 /=，Macsyma/Maxima 的不等關係運算子是 #。舊的Lisp使用equal，greaterp 和 lessp; 而以not運算子作邏輯否定。

## 語法
關係運算子也用於技術文獻而不是單詞，如果編程語言支援通常以中綴表示法，亦即出現在其操作變量（兩個表達式是相關的）之間。
舉例而言如果 x 小於 y，在Python中的表達式將印出句子：
```
if
 
x
 
<
 
y
:

    
print
(
"x is less than y in this example"
)

```

其他編程語言如 Lisp 使用前綴表示法，如下所示：
```
(
>=
 
X
 
Y
)

```

### 操作符鏈接
鏈接關係在數學中是普遍的寫法，例如 3 < x < y < 20 表示 3 < x 而且 x < y 而且 y <20。語義是很清楚的，因為數學中這些關係運算是有傳遞性的。然而，許多最近的編程語言會把 3 < x < y 的表達式，看作兩個左（或右）關係運算子的組合，而解譯為(3 < x ) < y。如果我們設 x = 4 則得到(3 < 4 )< y，而運算式變成true < y，這是無意義的。但它卻可能通過 C/C++ 和一些其它語言的編譯（因為 true 會以數值1代表）。
有些編程語言如Python和Perl 6 能正確給出x < y < z表達式所代表的數學意義，其它種語言則不，
部份是因大多數運算符在C語言種類中，以中綴表示法的運作方式有所不同。D編程語言保持與C的一些兼容性，而“允許C語言表達式卻有微妙不同的語義（雖然可說是方向正確），與便利性比起來造成更多的混淆”。
有些語言如 Common Lisp，對此則使用多參數謂詞。當 x 在 1 和 10 之間時，評估比較運算式
(<= 1 x 10)結果為真。

### 與賦值運算子的混淆情況
早期（西元1956-57年）FORTRAN編程語言受限於有限的字集，其中等號“=”是唯一的關係運算子，沒有數學上通用的大於“<”或小於“>”關係符號（當然也就沒有不大於“≤”或不小於“≥”之類的關係符號），迫使設計者定義如.GT.、.LT.、.GE.、.EQ.這樣的關係符號，隨後等號“=”字符被人借用來執行複製，儘管此用法與數學意義明顯不一致（X = X + 1 在數理是不能成立的）。
因此國際代數語言（IAL，ALGOL 58）和 ALGOL（1958和1960）引入了“:=”表示賦值操作，留下等號“=”字符作為相等關係的標準，遵循這個慣例的編程語言有CPL，ALGOL W，ALGOL 68，BCPL，Simula，SET（SETL），Pascal，Smalltalk，Modula-2，Ada，Standard ML，OCaml，Eiffel，Object Pascal（Delphi），Oberon，Dylan，VHSIC（VHDL）等。

#### B 和 C 編程語言
大多數編程語言遵循的這種事實標準，後來被名為B的極簡編譯語言間接改變。它唯一的應用目標是作為（一個非常原始的）Unix的最初移植版本，但它也演變成非常有影響力的 C 編程語言。
B 最初是系統編程BCPL的語法變體，簡化（無型別）的CPL版本。在描述為 “拆解” 過程的情況下，BCPL的交集和聯集運算子被替換為&和|（後來變成&&和||）。
同樣的過程中，原來具有ALGOL風格在BCPL語言中表示賦值操作的:=符號，在B語言中被替換為=。導致這種演變過程的原因未知。由於變量賦值在B語言中沒有特殊語法（例如 let 或類似），而在表達式中允許這個操作，所以等號的傳統語義（相等關係）和非標準涵義（變量賦值）另外相關聯在一起。為了區分這兩種意義，因此Ken Thompson使用了特別的雙等號==組合取代相等關係判斷。
一個小的型別系統後來被引入，B接著演變成C。C語言的普及與Unix的關聯，使Java，C＃和許多其他語言沿用這種語法，雖然已經大不相同於等號的數學關係涵義。

#### 編程語言
C編程的賦值語句會有返回值，由於任何非零值在條件運算式中被解譯為真，源碼if(x = y)是合法的，但與if(x == y)的意義完全相異。前者語義為“將 y 賦值給 x，如果 x 的新值不為 0，則執行以下語句”;後者語義則為“如果僅當 x 等於 y，執行以下語句”。
```
  
int
 
x
 
=
 
1
;

  
int
 
y
 
=
 
2
;

  
if
 
(
x
 
=
 
y
)
 
{

      
/* This code will always execute if y is anything but 0*/

      
printf
(
"x is %d and y is %d
\n
"
,
 
x
,
 
y
);

  
}

```

雖然Java和C＃具有與C相同的運算子，但這種錯誤通常會導致這些編程的編譯錯誤，因為條件式必須是布林型別，而且沒有隱式方法能從其它類型（如數值）轉為布林型別。
因此，除非被賦值的變量具有布林型別（或包裝為布林型別），否則會產生編譯錯誤。
ALGOL類的語言中例如Pascal，Delphi和Ada（允許其編程可定義嵌套函數），Python和許多函數語言中，賦值運算子不可出現在表達式中（包括if子句），排除了這種錯誤。一些編譯器如GNU編譯器集合（GCC），則在編譯if語句中包含賦值運算子的源碼時，提供了警告，雖然在if條件中可以有一些賦值的合法使用。在此情況下賦值語句必須對額外的括號特別聲明，以避免警告。
同樣地，一些語言如BASIC使用“=”等號同時代表賦值操作和相等關係兩者，因為在語法上它們是分開的（如Pascal，Ada，Python等，賦值運算子不能出現在表達式中）。
有些程序員習慣於逆向（一般從左到右條件判斷）寫一個常數的比較：
```
  
if
 
(
2
 
==
 
a
)
 
{
   
/* Mistaken use of = versus == would be a compile-time error */

  
}

```

如果意外使用了=，因為 2 不是變量則源碼的編譯無效，編譯器會產生一個錯誤訊息，指出在等號的位置應該以適當的運算子替換。這種編程寫法被稱為左手比較或尤達條件式。
下表列出了各種編程測試型別相等的不同機制：
| Language                     | Physical equality                      | Structural equality       | Notes |  |
| ---------------------------- | -------------------------------------- | ------------------------- | --- |  |
| ALGOL 68                     | a :=: b or a is b                      | a = b                     | when a and b are pointers                                                                                      |  |
| C, C++                       | a == b                                 | *a == *b                  | when a and b are pointers                                                                                      |  |
| C#                           | object.ReferenceEquals(a, b)           | a.Equals(b)               | The == operator defaults to ReferenceEquals, but can be overloaded to perform Equals instead.                  |  |
| Common Lisp                  | (eq a b)                               | (equal a b)               | |  |
| Go                           | a == b                                 | reflect.DeepEqual(*a, *b) | when a and b are pointers                                                                                      |  |
| Java                         | a == b                                 | a.equals(b)               | |  |
| JavaScript                   | a === b                                | a == b                    | when a and b are two string objects containing equivalent characters, the === operator will still return true. |  |
| OCaml, Smalltalk             | a == b                                 | a = b                     | |  |
| Pascal                       | a^ = b^                                | a = b                     | |  |
| Perl                         | $a == $b                               | $$a == $$b                | when $a and $b are references to scalars                                                                       |  |
| PHP5                         | $a === $b                              | $a == $b                  | when $a and $b are objects                                                                                     |  |
| Python                       | a is b                                 | a == b                    | |  |
| Ruby                         | a.equal?(b)                            | a == b                    | |  |
| Scheme                       | (eq? a b)                              | (equal? a b)              | |  |
| Swift                        | a === b                                | a == b                    | when a and b have class type                                                                                   |  |
| Visual Basic .NET            | a Is b or object.ReferenceEquals(a, b) | a = b or a.Equals(b)      | Same as C# |  |
| Objective-C (Cocoa, GNUstep) | a == b                                 | [a isEqual:b]             | when a and b are pointers to objects that are instances of NSObject                                            |  |

1. ↑  Patent application: On May 14, 2003, US application 20,040,230,959 "IS NOT OPERATOR" was filed for the ISNOT operator by employees of Microsoft.  This patent was granted on November 18, 2004.

## 另見
- 二元關係
- 等於(數學)
- 邏輯運算子
- 等号